# Elena Martín Ortega
Elena Martín Ortega es una profesora española, catedrática de Psicología Evolutiva y de la Educación en la Universidad Autónoma de Madrid y directora del máster en Psicología de la Educación de la misma universidad.

## Biografía
Se doctoró en 1986 por la Universidad Complutense de Madrid gracias a una tesis sobre La representación espacial del entorno en los niños. Una comparación. Entre 1985 y 1996 fue Subdirectora y directora general del Ministerio de Educación y Ciencia, periodo en el que formó parte del equipo responsable de la preparación y puesta en marcha de la reforma educativa de la LOGSE. Es miembro del Instituto de Evaluación y Asesoramiento de centros Docentes (IDEA), cuya función es la de evaluar programas y centros escolares y es consultora de la OEI en temas de evaluación educativa.
Sus trabajos de investigación giran en torno a temas relacionados con las concepciones de profesores y estudiantes, la lectura y la escritura en los procesos de aprendizaje, el currículum, el asesoramiento psicopedagógico y la evaluación educativa desde la perspectiva del aprendizaje.